# El Tejar (Costa Rica)
El Tejar es el distrito primero y ciudad cabecera del cantón de El Guarco, en la provincia de Cartago, de Costa Rica.

## Ubicación
La población está ubicada a 2 km al suroeste de la ciudad de Cartago, en el Valle del Guarco, por lo que está integrada en su área metropolitana.

## Geografía
El Tejar cuenta con un área de 6,12 km² y una altitud media de 1377 m s. n. m.

## Demografía
Para el año 2022, El Tejar cuenta con una población estimada de 27 582 habitantes, y para el último censo efectuado, en 2011, El Tejar contaba con una población de 24 984 habitantes. Es uno de los de mayor densidad demográfica de la provincia, y se caracteriza por ser esencialmente población urbana.
La ciudad y su respectivo distrito, concentran poco más del 65% de la población total del cantón de El Guarco.

## Localidades
Sus barrios principales son Asunción, Barahona, Barrio Nuevo, Colonia, Chavarría, El Guayabal, Sabana, Sabana Grande, San Rafael, Santa Gertrudis, Sauces, Silo, Viento Fresco y Pitahaya.

## Transporte

### Carreteras
Al distrito lo atraviesan las siguientes rutas nacionales de carretera:
- Ruta nacional 2
- Ruta nacional 228
- Ruta nacional 236